# Nootkadrilus crassisetosus
Nootkadrilus crassisetosus är en ringmaskart som beskrevs av Takashima och Shunsuke F. Mawatari 1996. Nootkadrilus crassisetosus ingår i släktet Nootkadrilus och familjen glattmaskar. Inga underarter finns listade i Catalogue of Life.